# Francisco de Menezes, o Barrabás
D. Francisco de Menezes (- 1659), por alcunha o Barrabás, comendador e alcaide-mor de Proença na Ordem de Cristo, e da comenda de Moncorvo.
Depois da Aclamação de D. João IV, em 1641, passou para o serviço de Castela e lá morreu.
Sem que os seus bens e cargos, no Reino de Portugal, que lhe foram confiscados pela traição, naturalmente, alguma vez lhe tivessem sido restituídos. Serão mais tarde recuperados pela sua única filha não bastarda e é assim que entram na Casa de Almada.

## Dados genealógicos
Era filho de: 
- D. Bernardino de Menezes, comendador de Proença e de Moncorvo, e governador, capitão general, de Tanger, filho de Francisco de Menezes, o Trombeta.[2]
- D. Lourença de Vilhena, filha de D. Manuel de Sousa da Silva e  D. Ana de Vilhena. Ele era comendador de Vilafrei e Alfaiates na Ordem de Cristo, e como aposentador de el-Rei D. Sebastião, acompanhou-o a África e estando ao seu lado na Batalha de Alcácer Quibir, lá morreu no ano de 1578. Ela era filha de Luís Álvares de Távora, senhor de Mogadouro, Mirandela e São João da Pesqueira.

Foi casado com: D. Filipa de Melo filha de Cristóvão de Almada, provedor da Casa da Índia, comendador da Ordem de Cristo, e de D. Luísa de Melo, senhora de Carvalhais, Ilhavo, Verdemilho, Ferreiros, Avelãs, e outras, com seus padroados, filha herdeira de André Pereira de Miranda.
Desse casamento teve:
- D. Luísa de Meneses que foi sua herdeira e que casou com D. Luís de Almada, que era viúvo da sua tia D. Ana da Vilhena

Fora do casamento teve (ilegítimos):
- D. Francisco
- D. Filipa, freira em Madrid
- D. Serafina, freira em Madrid
- D. Lourença de Vilhena que casou com André Nualtas, em Bruxelas.